# Stac Lee
Stac Lee (schottisch-gälisch: Stac Liath, deutsch: „der graue Stac“) ist eine 2,3 Hektar große, 165–172 Meter aus dem Meer herausragende Felsinsel (Stac) der Inselgruppe St. Kilda an der Westküste Schottlands. Stac Lee ist Teil des St.-Kilda-Archipels, der wiederum meist zu den Äußeren Hebriden gerechnet wird. Verwaltungsmäßig gehört St. Kilda zu den Western Isles innerhalb Schottlands. Nach dem nahegelegenen Stac an Armin (191 Meter) ist Stac Lee damit der höchste Stac in Großbritannien.
Der Felsen liegt etwa 7,5 Kilometer nordwestlich der Hauptinsel Hirta und 550 Meter westlich von Boreray. Der Stac ragt vom Meeresgrund gerechnet 220 Meter hoch auf. Die Höhenangaben über Meeresspiegel variieren etwas. Auf dem Stac existiert eine kleine Hütte, die früher von Vogelfängern genutzt wurde, aber aufgrund der unruhigen See nur mit einigem Geschick vom Boot aus zu erreichen ist. Ansonsten ist die Insel unbewohnt.
Stac Lee hat durch die auf ihm abgelagerten Vogelexkremente (vorwiegend Basstölpel) einen weißen, zuckergussartigen Überzug bekommen. Der Stac dient geschätzt mehr als 10.000 Vögeln als Brutstätte. Als Teil der Inselgruppe St. Kilda zählt er zum Weltnaturerbe der UNESCO.

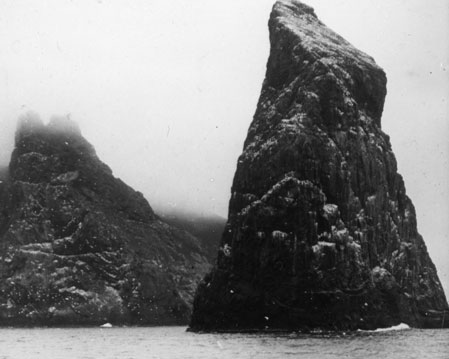
Stac Lee (vorne) und Boreray (dahinter) von Westen gesehen
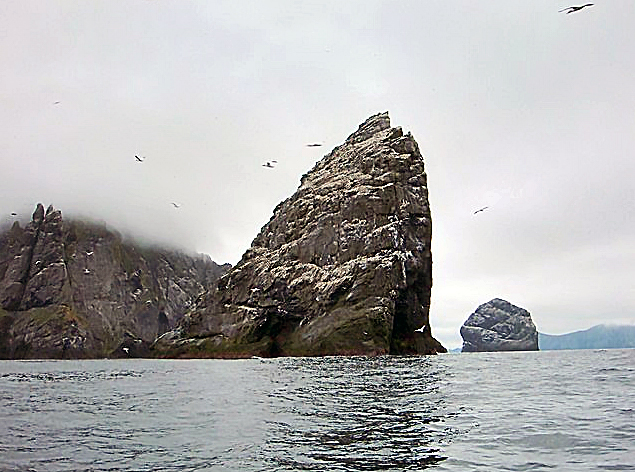
Stac an Armin mit Boreray zur Linken und Stac Lee rechts
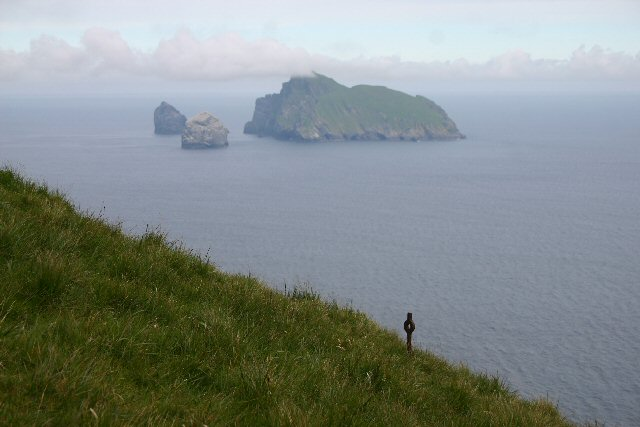
Blick von Hirta. Von links nach rechts: Stac an Armin, Stac Lee und Boreray